# Muzeum Domu Macierzystego Zgromadzenia Sióstr Karmelitanek Dzieciątka Jezus
Muzeum Domu Macierzystego, prowadzone przez Zgromadzenie Sióstr Karmelitanek Dzieciątka Jezus, mieści się w Sosnowcu, przy ul. M. Teresy Kierocińskiej 25 (dawniej ul. Wiejska), w najstarszym klasztorze Zgromadzenia.
Misją Muzeum jest przybliżanie życia i posługi Czcigodnej Sługi Bożej Matki Teresy Kierocińskiej zwanej „Matką Zagłębia” – współzałożycielki Zgromadzenia oraz Sługi Bożego Ojca Anzelma Gądka – Założyciela, a także upamiętnienie i upowszechnianie wiedzy o duchowości, historii i współczesności Zgromadzenia Sióstr Karmelitanek Dzieciątka Jezus.
Ekspozycja umożliwia zwiedzającym zapoznanie się z wieloma rysami postaci Matki Teresy, zasłużonej dla Sosnowca i regionu, poprzez wyeksponowanie jej osoby na tle wydarzeń historycznych.

## Zwiedzanie Muzeum
Placówka jest obiektem całorocznym, aktualne godziny otwarcia (z wyjątkiem świąt kościelnych i państwowych):
- poniedziałek i wtorek w godz. 9.00 – 12.00,
- środa w godz. 15.00 – 18.00

Grupy zorganizowane oraz zajęcia edukacyjne zgłasza się telefonicznie – tel. 784 033 621
Wstęp do muzeum jest bezpłatny.  Placówka utrzymuje się dobrowolnych ofiar.

## Historia
Budynek Domu Macierzysty został zakupiony przez Zgromadzenie w 1925 r. Od tamtego czasu siostry prowadzą w tym miejscu życie zakonne modląc się i posługując wśród najbiedniejszej ludności Sosnowca. Prowadziły ochronkę, szkołę, przedszkole, kursy haftu i szycia. Podczas II wojny światowej chroniły dziewczęta przed wywiezieniem do Niemiec, pomagały w ruchu konspiracyjnym, ukrywały żołnierzy Armii Krajowej i dzieci żydowskie, prowadziły tajne nauczanie, kuchnię dla biednych i sierociniec (później dom dziecka) organizowały pomoc dla więźniów w Oświęcimiu. Po wojnie podjęły posługę katechetyczną i apostolską na terenie miasta, która trwa do dziś.
Decyzję utworzenia Muzeum podjęto w 2006 roku na Kapitule Generalnej Zgromadzenia. Po przeprowadzonej ekspertyzie stwierdzono, iż stanu techniczny budynku wymagał gruntownego remontu. Prace remontowe trwały 6 lat (2008 – 2014). Aranżację wnętrz wykonano według projektu p. Józefa Karkoszki.
Poświęcenia i otwarcia Muzeum dokonał J.E. Ks. Bp Grzegorz Kaszak, Ordynariusz Diecezji Sosnowieckiej 31 grudnia 2016 r., w 95. rocznicę powstania Zgromadzenia.

## Ekspozycja

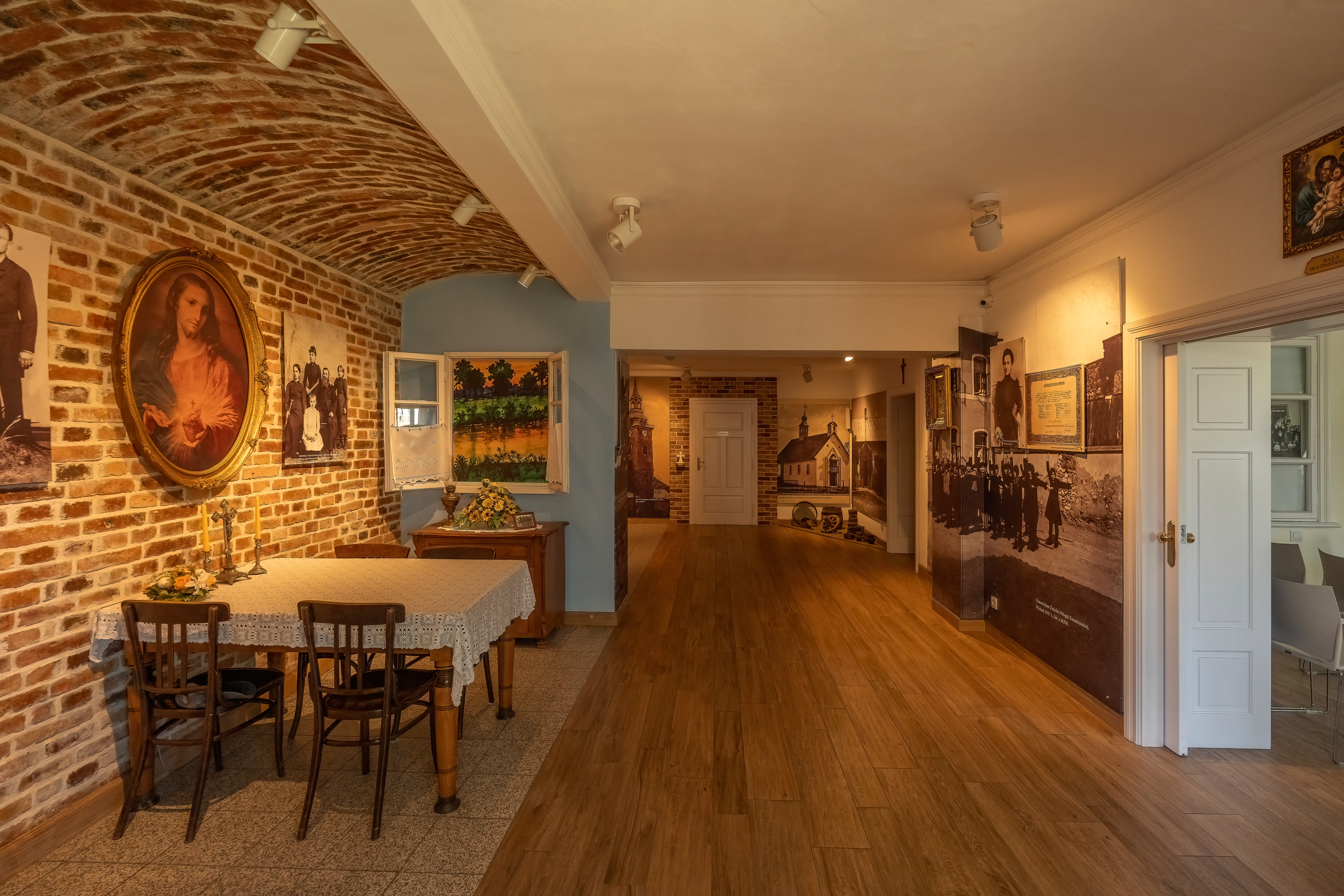
Jedna z sal ekspozycyjnych

Ekspozycja muzealna zlokalizowana jest w 11 pomieszczeniach, urządzonych tematycznie:
- Recepcja
- Zakrystia – W tym pomieszczeniu można zobaczyć m.in. paramenty liturgiczne oraz ornaty haftowane przez M. Teresę i siostry. Uwagę zwraca oryginalne okienko w ścianie, które w przeszłości  służyło do spowiedzi.
- Kaplica pw. św. Teresy od Dzieciątka Jezus – To najstarsza kaplica Zgromadzenia, zobaczymy w niej klęcznik używany przez M. Teresę i „cudowną” figurkę Dzieciątka Jezus, ofiarowaną przez O. Anzelma Gądka OCD. Wota umieszczone w gablocie świadczą o otrzymanych łaskach. Witraże ukazują trzy tajemnice Syna Bożego – Wcielenie, ofiarę krzyżową i eucharystyczną. Ściany kaplicy zdobi droga krzyżowa namalowana przez s. Marcelinę Jachimczak CSCIJ.
- Sala prezentująca życie świeckie Janiny – Ekspozycja ukazuje dawny Wieluń: dom Kierocińskich, kościółek św. Barbary, kolegiatę wieluńską, pensję Pelagii Zasadzińskiej oraz zdjęcia rodzinne. Oryginalnymi elementami wystroju są: autentyczne okno z domu rodzinnego oraz replika krzyża, który ojciec Janiny postawił go na granicy swojej posiadłości.
- Sala multimedialna – okres krakowski – Fotografie z Czernej i Krakowa, eksponowane w auli, wprowadzają w tajemnicę poszukiwania przez Janinę Kierocińską drogi powołania. Aula pełni również funkcje sali multimedialnej, w której można obejrzeć film o Matce Teresie Kierocińskiej pt.: „Ona nigdy nie była sama”.
- Sala ukazująca początki Zgromadzenia – Na tle panoramy dworca kolejowego w Sosnowcu i kościoła parafialnego pw. Wniebowzięcia NMP prezentują się ówczesne realia życia mieszkańców tego miasta.  Drogowskaz z nazwami ulic, bruk, drewniany wózek, walizki, tobołki, sterty książek symbolizują kilkuletnią tułaczkę Zgromadzenia.
- Cela Matki Teresy – Do odrestaurowanej celi zakonnej M. Teresy wchodzi się przez autentyczne drzwi. To niepowtarzalna okazja, ponieważ cele zakonne sióstr znajdują się za klauzurą, gdzie nie mają wstępu osoby z zewnątrz. Można tu zobaczyć oryginalne meble i przedmioty codziennego użytku Sługi Bożej (notatki osobiste, akt profesji, habit, binokle, zegarek, itp.).
- Klasa szkolna i pracownia krawiecko-hafciarska – Ekspozycja zapoznaje z działalnością dydaktyczno-wychowawczą sióstr (ochronka, przedszkole, szkoła podstawowa, kursy haftu i szycia). Wśród licznych eksponatów dwa zwracają szczególną uwagę – to ornat i sztandar wykonane osobiście przez M. Teresę.
- Sala Miłosierdzia – Ekspozycja poświęcona działalności charytatywnej Zgromadzenia. Fotoplansze ukazują ludzi, którzy tutaj doświadczyli ofiarnej pomocy, zwłaszcza w okresie okupacji hitlerowskiej. Są oni świadkami heroicznej postawy M. Teresy, jej ducha zawierzenia Bogu, modlitwy oraz wypływającego z niej męstwa, wytrwałości, miłości bliźniego i prostoty. Obok dużej fotografii dyplomu i medalu Sprawiedliwy wśród Narodów Świata przyznanych M. Teresie Kierocińskiej widnieją zdjęcia uratowanych przez nią osób pochodzenia żydowskiego[4]. W tym pomieszczeniu znajduje się autentyczna skrytka, w której podczas wojny ukrywali się zagrożeni. Pamiątki umieszczone w gablotach: obrazek Najświętszego Oblicza Pana Jezusa, jarmułka i ołowiana krówka, kryją ciekawą historię.
- Korytarz z obrazami s. Marceliny Jachimczak – Zobaczymy tutaj kolekcję obrazów przedstawiającą sceny z życia M. Teresy Kierocińskiej, a także niektóre dokumenty związane z procesem beatyfikacyjnym Sługi Bożej, takie jak: „Positio” czy Dekret o heroiczności cnót.
- Rozmównica Ojca Założyciela – Miejsce, w którym o. Anzelm Gądek OCD, Założyciel Zgromadzenia spotykał się z siostrami. Przypomina o tym fotel o. Anzelma oraz historyczne fotografie na ścianie. W pomieszczeniu znajduje się podręczna biblioteka zawierająca księgozbiór związany z duchowością karmelitańską oraz publikacje o Założycielach Zgromadzenia. W tym pomieszczeniu w czasie okupacji siostry ukrywały żołnierzy Armii Krajowej i udzielały im potrzebnej pomocy.

Zwiedzanie kończy się modlitwą przy sarkofagu Sługi Bożej, gdzie przez Jej wstawiennictwo można powierzyć Bogu swoje prośby.
Łączna powierzchnia ekspozycji muzealnej stałej to 390 m². Zgromadzone eksponaty są stanowią własność Zgromadzenia Sióstr Karmelitanek Dzieciątka Jezus.

## Lekcje muzealne dla dzieci i młodzieży

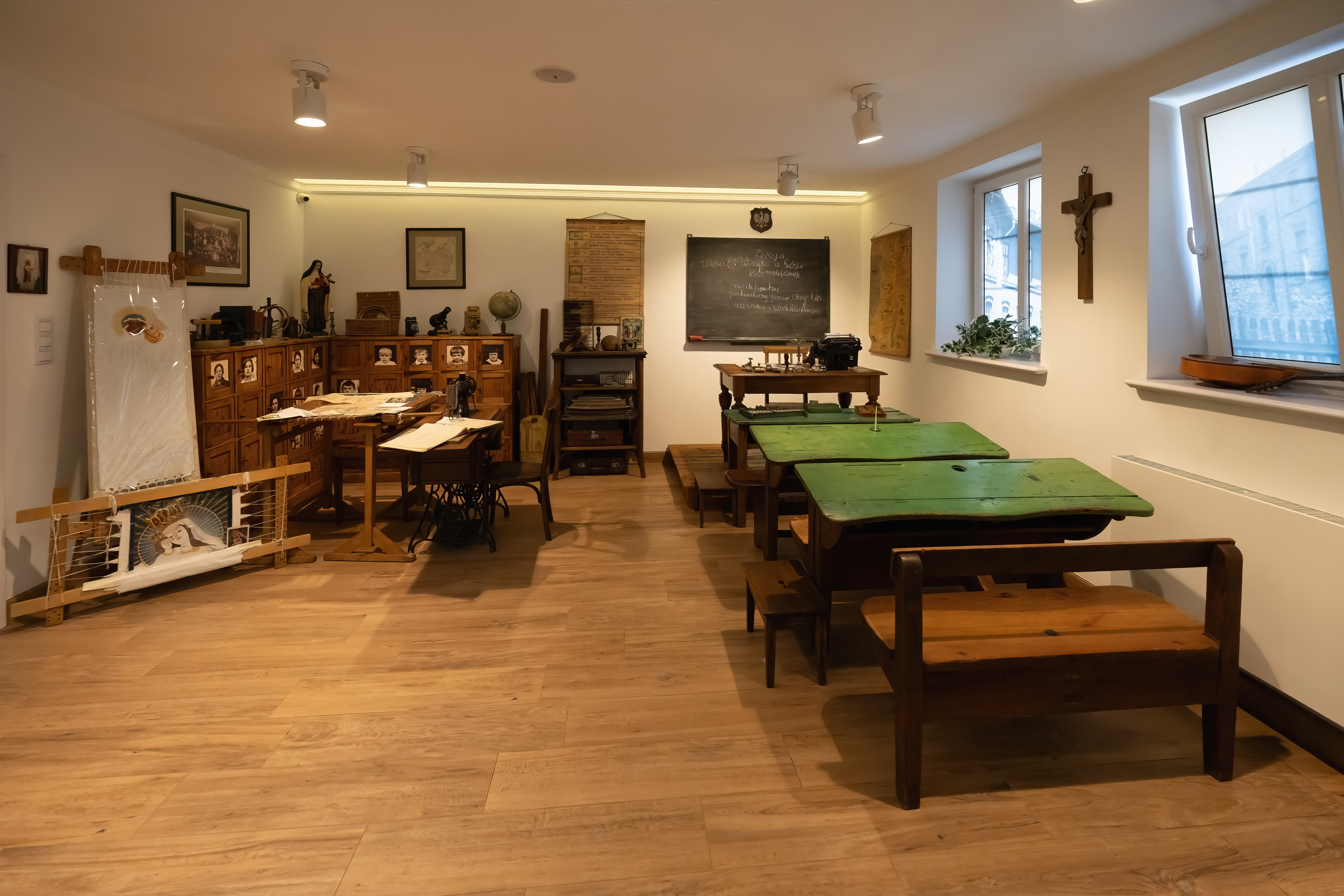
Jedna z sal ekspozycyjnych

W Muzeum prowadzone są zajęcia edukacyjne dla dzieci i młodzieży:
- oprowadzenie po Muzeum – ok. 40 min.
- film o Matce Teresie Kierocińskiej pt.: „Ona nigdy nie była sama” – 30 min.
- modlitwa przy sarkofagu Sługi Bożej – 10 min.
- spotkanie integracyjne z niespodziankami – 30 min.